# Përparim Kovaçi
Përparim Kovaçi (né le 1er août 1956 à Berat en Albanie) est un joueur de football albanais.
Considéré comme une légende du club de sa ville natale, le KS Tomori Berat, il est surtout connu pour avoir terminé meilleur buteur du championnat d'Albanie lors de la saison 1980, avec 18 buts inscrits.